# 펄레슈티구
펄레슈티구(루마니아어: Făleşti)는 몰도바 북부에 위치한 구로 행정 중심지는 펄레슈티이며 면적은 1,073km2, 인구는 92,600명(2011년 기준)이다. 서쪽으로는 프루트강을 경계로 루마니아와 국경을 접하며 북쪽으로는 글로데니 구, 북동쪽으로는 벌치, 동쪽으로는 슨제레이 구, 남쪽으로는 운게니 구와 접한다.